# Пломенець
Пломенець (пол. Płomieniec) — село в Польщі, у гміні Мрози Мінського повіту Мазовецького воєводства.
Населення — 136 осіб (2011).
У 1975-1998 роках село належало до Седлецького воєводства.

## Демографія
Демографічна структура станом на 31 березня 2011 року:
|          | Загалом | Допрацездатний вік | Працездатний вік | Постпрацездатний вік |
| -------- | ------- | ------------------ | ---------------- | -------------------- |
| Чоловіки | 71      | 16                 | 45               | 10                   |
| Жінки    | 65      | 16                 | 29               | 20                   |
| Разом    | 136     | 32                 | 74               | 30                   |